# Cofunzione
In matematica, una funzione f è cofunzione di una funzione g se f(A) = g(B), dove A e B sono angoli complementari. Tale definizione tipicamente si applica alle funzioni trigonometriche.
Per esempio, seno e coseno sono cofunzioni l'una dell'altra (da cui il "co" in "coseno"):
| {\displaystyle \sin \left({\frac {\pi }{2}}-A\right)=\cos(A)} | {\displaystyle \cos \left({\frac {\pi }{2}}-A\right)=\sin(A)} |

Lo stesso vale per tangente e cotangente e per secante e cosecante:
| {\displaystyle \tan \left({\frac {\pi }{2}}-A\right)=\cot(A)} | {\displaystyle \cot \left({\frac {\pi }{2}}-A\right)=\tan(A)} |

| {\displaystyle \sec \left({\frac {\pi }{2}}-A\right)=\csc(A)} | {\displaystyle \csc \left({\frac {\pi }{2}}-A\right)=\sec(A)} |

Talvolta esprimere una funzione in termini della sua cofunzione è utile nella risoluzione di equazioni trigonometriche. Un esempio è l'equazione sin A = cos B.